# Historia religii

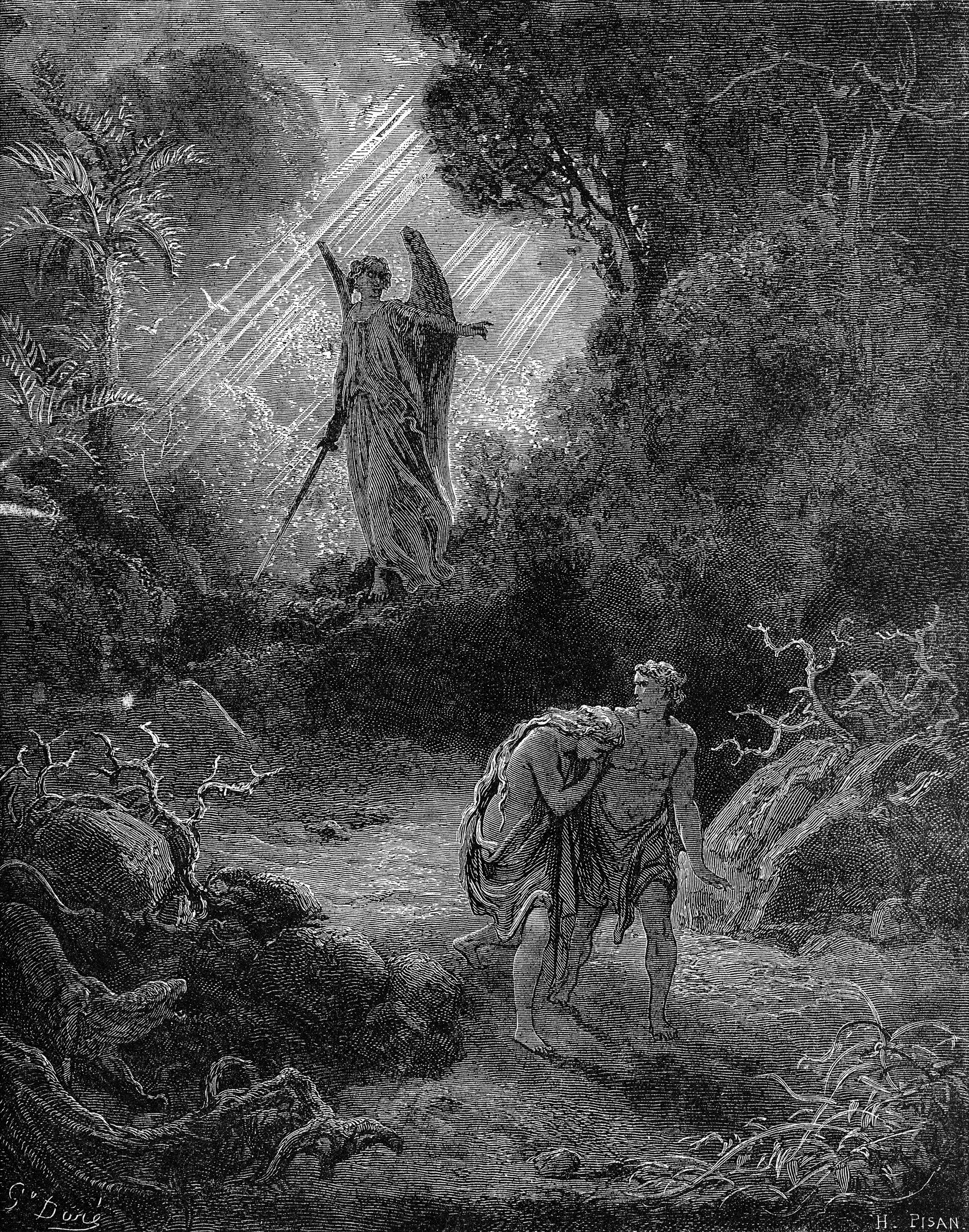
„Wygnanie Adama i Ewy z Raju” – Paul Gustave Doré. Często występujący w kosmogoniach mit pra-podziału światów boskiego i ludzkiego

Historia religii – nauka o dziejach religii, część zespołu nauk zwanego religioznawstwem. Historię religii cechuje metodologia historyczna w badaniu genezy i rozwoju fenomenu religii.

## Ewolucjonistyczne ujęcia historii religii
Historia religii powstała wraz z pełniejszym zastosowaniem źródeł historycznych w analizach religioznawczych. Za pierwszego historyka religii uchodzi Edward Burnett Tylor, którego badania dotyczące genezy religii oraz jej rozwoju zapoczątkowały jedną z największych szkół religioznawczych – mianowicie szkołę ewolucjonistyczną. Założył on tezę o szablonowej, naturalnej ewolucji wierzeń religijnych, wraz z rozwojem społeczno-cywilizacyjnym człowieka. Za najdawniejsze, najbardziej pierwotne przyjął formy animistyczne, totemistyczne, magiczne, które według niego historycznie ewoluowały przez stadia prototeistyczne, panenteistyczne, politeistyczne, aż do monoteizmu. Mimo iż teza o determinizmie tak rozumianego kierunku rozwoju została przyćmiona dalszymi obserwacjami, pozwoliła ona na wprowadzenie całej metodologii historycznej do nauk o religii – w tym bardzo cennego krytycznego podejścia do źródeł.

## Historia religii wiedeńskiej szkoły etnologicznej
Szkoła historii religii zakładająca wywodzenie się wszystkich zjawisk religijnych od jednej prareligii – w konfesyjnej frakcji tej szkoły od jednego praobjawienia. Twórcą koncepcji prareligii i założycielem wiedeńskiej szkoły etnologicznej był Wilhelm Schmidt. W jego ujęciu pierwotna religia miała charakter monoteistyczny, stąd bywa także nazywana pramonoteizmem.

## Marksistowska historia religii
Cechą charakterystyczną tej historiografii było definiowanie religii w zgodzie z ujęciem Karola Marksa i Fryderyka Engelsa – jako fałszywej wiedzy na temat świata będącej efektem oddziaływania nierówności społeczno-ekonomicznych na ludzką świadomość. Stąd marksistowska historiografia religii nie interesowała się w założeniu doktrynalnym i rytualnym aspektem zjawisk religijnych, lecz ich aspektem społecznym.
W przypadku marksistowskiej historii chrześcijaństwa podkreślano rolę wspólnoty wiernych a minimalizowano znaczenie postaci Jezusa z Nazaretu. Historiografia radziecka twierdziła nawet, że Jezus nie istniał naprawdę, lecz był projekcją zbiorowych marzeń o sprawiedliwości społecznej. W bardziej umiarkowanej wersji tej koncepcji uważano, że wprawdzie Jezus istniał, lecz jego życie i cechy charakteru zostały zmitologizowane przez wspólnotę wiernych. Takie stanowisko reprezentował między innymi polski przedstawiciel marksistowskiej historiografii religii: Zygmunt Poniatowski.

## Fenomenologiczna historia religii
Wielki rozwój historii religii po II wojnie światowej wiąże się m.in. z osobą Mircei Eliadego, który wprowadził teoretyczne założenia fenomenologii religii (nazwane przez Eliadego morfologią sacrum) do praktyki historycznych badań nad religią. Ponieważ fenomenolodzy postulowali badanie istoty zjawiska, a nie jego zmiennych przejawów – Eliade wskazał na konieczność refleksji nad istotą religii jako niezbędnego wstępu do badań historycznych. Stworzył w ten sposób nowy wzorzec badań historyczno-religioznawczych, w którym położył nacisk nie tylko na opis różnych religii świata, lecz badanie relacji człowieka z sacrum w kontekście różnych uwarunkowań historyczno-kulturowych.